# Province House (Île-du-Prince-Édouard)
Pour les articles homonymes, voir Province House.
Province House est un édifice à Charlottetown où l'assemblée législative de l'Île-du-Prince-Édouard tient ses sessions depuis 1847. 

## Histoire

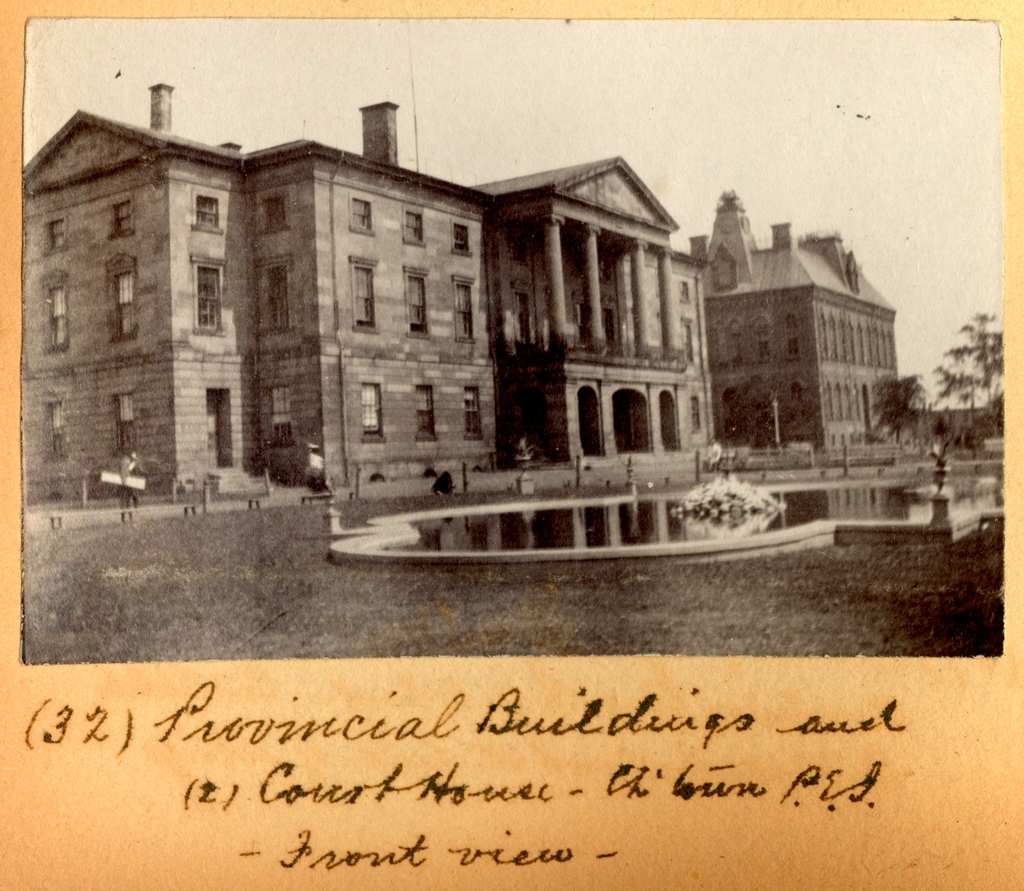
Province House en 1898

Province House a été désigné lieu historique national le 26 octobre 1966. La valeur historique a été reconnue deux fois par la province de l'Île-du-Prince-Édouard, la première le 26 octobre 1979 comme ressource patrimoniale et la seconde fois le 18 mai 2004 comme endroit historique désigné,.